# Pesta de Cebrià
La Pesta de Cebrià va ser una pandèmia que va afectar l'Imperi Romà des del 249 al 262 dC. La pesta va causar escassetat general de mà d'obra per a la producció d'aliments i escassetat de soldats per l'exèrcit romà, la qual cosa va debilitar greument l'imperi durant la crisi del segle iii. El seu nom modern commemora Cebrià de Cartago, bisbe de Cartago, un antic escriptor cristià considerat sant que va presenciar i descriure la pesta. Sobre l'agent de la pesta hi ha hagut moltes especulacions per l'absència de fonts que en parlin, però tant podria haver estat verola, grip pandèmica i febre hemorràgica vírica (filovirus) com el virus de l'Ebola.

## Relats contemporanis

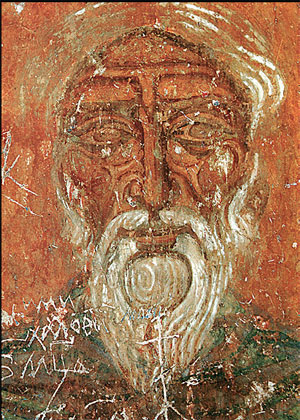
Pintura del de sant Cebrià, que dona nom a la pesta.

Del 250 a 262, durant el brot, es deia que morien 5.000 persones al dia a Roma. El biògraf de Cebrià, Pontius de Cartago, va escriure sobre la pesta a Cartago : 
 Després va esclatar una pesta espantosa, i una destrucció excessiva d'una odiosa malaltia va envair totes les cases successivament d'una població que tenia por, que dia a dia va atacar de manera brusca a moltes persones, cadascuna a la seva pròpia casa. Tots tremolaven, fugien, allunyant-se del contagi, exposant impiament als seus propis amics, com si deixant de banda la persona que segur que moriria de la pesta, es pogués evitar la pròpia mort. Sobre tota la ciutat ja no hi havia cossos, sinó els cadàvers de molts, i contemplant en els altres el que els acabaria passant, demanaven pietat per ells mateixos als transeünts. Ningú no mirava més enllà dels seus propis beneficis. Ningú tremolava pel record d'un esdeveniment similar. Ningú no va fer a l'altre el que ell mateix desitjava experimentar. 
 A Cartago, la "persecució de Deci", desencadenada de manera simultània a l'aparició de la pesta, potser involuntàriament va portar a la criminalització del rebuig del jurament dels cristians. Cinquanta anys després, Arnobi el Vell, el nord-africà convertit al cristianisme, va defensar la seva nova religió de les acusacions paganes: 
 que va arribar una pesta a la Terra després que la religió cristiana vingués al món i després que es revelés els misteris de la veritat oculta? Les pestilències, diuen els meus opositors, i les sequeres, les guerres, les fams, les llagostes, els ratolins i les pedregades, i altres coses perjudicials, per les quals la propietat dels homes és assaltada, ens les porten els déus, enfadats com estan per les vostres malifetes i per les vostres transgressions. 
 Cebrià va fer analogies moralitzadores en els seus sermons a la comunitat cristiana i va descriure els símptomes de la pesta en el seu assaig De mortalitate ("Sobre la pesta"): 
 Aquest desafiament, ara que les entranyes, relaxades en un flux constant descarreguen el cos de la seva força; que un foc s'origina a la medul·la i fermenta per ferides dels laterals de la boca; que els intestins es mouen amb un vòmit continu; que els ulls s'escalfen de sang injectada; que en alguns casos els peus o algunes parts de les extremitats s'arranquen pel contagi d'una putrefacció malaltissa; que la feblesa deriva de la magnitud i la pèrdua del cos, que es debilita la marxa, o l'oïda s'obstrueix, o la vista s'enfosqueix;—es pot considerar que és una prova de fe. Quina grandesa d'esperit que és lluitar amb tots els poders d'una ment inalterable contra tants aspectes de la devastació i la mort! quina sublimitat, mantenir-se erigit enmig de la desolació de la raça humana i no mentir-se davant dels que no tenen esperança en Déu; sinó més aviat per alegrar-se i aprofitar l'ocasió; que, demostrant així amb valentia la nostra fe, i amb el patiment que va perdurar, avançant a Crist pel camí estret que Crist va trepitjar, podrem rebre la recompensa de la seva vida i la seva fe segons el seu propi judici! 
 Els relats de la plaga daten d'entre el 249 i al 262 d. C. Hi va haver un darrer incident l'any 270, que va implicar la mort de Claudi II el Gòtic, tot i que no se sap si el motiu va ser la mateixa plaga o un esclat diferent. La Historia Augusta diu que "al consulat d' Antioquià i Orfit el favor del cel va afavorir l'èxit de Claudi. Per a una gran multitud, els supervivents de les tribus bàrbares, que s'havien reunit a Haemimontum van quedar tan afectades de fam i pestilències que Claudi va rebutjar seguir la conquesta... durant aquest mateix període els Gots van intentar saquejar Creta i Xipre també, però a tot arreu els exèrcits van patir per pestilències, així que van ser derrotats ".

## Epidemiologia
La severa devastació que van causar les dues pestes a la població europea pot indicar que la població no havia patit exposició prèvia ni immunitat a causa de la pesta. L'historiador William Hardy McNeill afirma que tant la pesta antonina anterior (166-180) com la pesta de Cipriana (251-270) van ser les primeres transferències d'infeccions animals a humanes de dues malalties diferents, una de verola i una de xarampió, encara que no necessàriament en aquest ordre. D. Ch. Stathakopoulos afirma que ambdós brots van ser de verola.
Segons l'historiador Kyle Harper, els símptomes atribuïts per fonts antigues a la Pesta de Cebrià coincideixen més aviat amb una malaltia vírica que causa una febre hemorràgica, com l'ebola, en lloc de la verola. En canvi, Harper creu que la pesta Antonina va ser provocada per la verola.

## Llegat
Segons l'historiador Kyle Harper, la pesta va arribar gairebé a la fi de l'Imperi Romà. Entre el 248 i el 268 dC, "... la història de Roma és una barreja confusa de fracassos violents. La integritat estructural de la màquina imperial es va disgregar. El sistema fronterer es va esfondrar. L'enfonsament de la legitimitat va convidar un usurpador rere l'altre a buscar el tron. L'imperi es va fragmentar i només l'èxit dramàtic dels emperadors posteriors en tornar a reunir les peces van impedir que aquest moment fos l'acte final de la història imperial romana".
L'amenaça de mort imminent per part de la pesta i la ferma convicció entre molts clergues cristians que la vencerien va suposar un increment de les conversions a la fe.